# Reichsfürstentum Buchau
Das Reichsfürstentum Buchau entstand durch den Reichsdeputationshauptschluss (RDH) im Februar 1803, als die Fürsten von Thurn und Taxis zum Ausgleich für den Verlust ihrer Einkünfte aus den linksrheinisch betriebenen Postrouten Gebiete in Oberschwaben erhielten (§ 13 RDH).

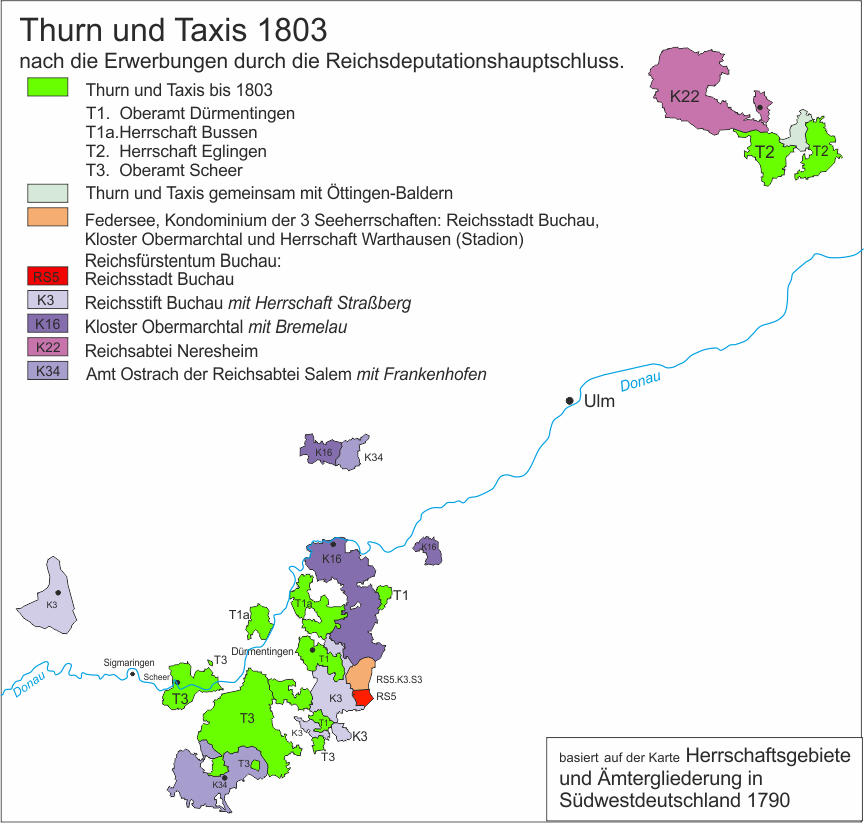
Territorien von Thurn und Taxis in 1803

Das Reichsfürstentum hatte insgesamt eine Fläche von 530 km² und etwa 17.000 Einwohner. Im Reichsfürstenrat besaß es eine Virilstimme. Bereits 1806 kam das Fürstentum im Zuge der Mediatisierung zum Königreich Württemberg.
Das Reichsfürstentum bestand aus der Freien Reichsstadt Buchau und folgenden ehemals geistlichen Territorien:
- Reichsstift Buchau mit Burg Straßberg
- Reichsabtei Marchtal
- Reichsabtei Neresheim
- Dominikanerinnenkloster Ennetach (bei Mengen)
- Dominikanerinnenkloster Sießen (bei Saulgau)
- Amt Ostrach der Reichsabtei Salem, mit der Herrschaft Schemmerberg (heute zu Schemmerhofen) und den Weilern Tiefental, Frankenhofen und Stetten